# K-553 Generalissimus Suvorov
K-553 Generalissimus Suvorov (rusko Генералиссимус Суворов) je strateška jedrska podmornica razreda Borej-A Ruske vojne mornarice. Poimenovana je po generalisimu Aleksandru Suvorovem. Njen gredelj je bil položen 26. decembra 2014, splavljena je bila 11. januarja 2022, pristaniška preizkušanja pa so se začela 22. julija 2022, 25 oktobra 2022 pa je bila objavljena prva fotografija z morskih preizkušanj. Projekt je razvil konstruktorski biro Rubin, glavni konstruktor pa je bil Vladimir Anatoljevič Zdornov. Je tretja podmornica posodobljenega razreda Borej-A, ki se od osnovnega razreda razlikuje po velikih strukturnih spremembah, manjši hrupnosti in posodobljeni komunikacijski opremi. Kljub napovedanemu povečanju oborožitve s 16 na 20 raket Bulava, nosi posodobljen razred enako število raket kot osnovni.
3. novembra 2022 je Generalissimus Suvorov izstrelil raketo Bulava iz potopljenega položaja v Belem morju. Bojne glave so uspešno zadele tarče na preizkusnem poligonu Kura na Kamčatki.
Generalissimus Suvorov je bil predan Ruski vojni mornarici 29. decembra 2022. Je del 25. divizije podmornic v Viljučinsku.